# Salmiakdrop
Salmiakdrop is een verzamelnaam voor dropsoorten die een relatief grote hoeveelheid salmiak bevatten.
Door het salmiak smaakt deze dropsoort vrij zout en heeft het een kenmerkende smaak. Salmiakdrop wordt met name in Scandinavië, Finland, Noord-Duitsland en Nederland gegeten.